# Desktop.ini
desktop.ini — это файл конфигурации, который содержит данные настроек внешнего вида системной папки в ОС Microsoft Windows: значок, цвет текста, фоновый рисунок и т. д.
Файл desktop.ini, как и любой .ini-файл, структурно разделён на секции. Имена секций должны быть заключены в квадратные скобки. Каждая секция может содержать одну или несколько строк вида «ИмяПараметра=Значение».
Функциональность файла desktop.ini была сильно урезана в Windows XP с выходом SP1 и в Windows 2000 с выходом SP3. Изменения заключались в отмене поддержки HTML (файлы с расширением.htt). Это было связано с широким распространением вирусов, использующих уязвимости HTML.

## Параметры
| Параметр                                        | Значение |
| Секция [.ShellClassInfo]                        | Секция [.ShellClassInfo] |
| ----------------------------------------------- | --- |
| ConfirmFileOp                                   | Установите значение этого параметра в 0, чтобы избежать появления сообщения о подтверждении перемещения или удаления системной папки. |
| NoSharing                                       | Общий доступ к папке. Может принимать два значения: 0 — открывает общий доступ к папке, 1 — запрещает общий доступ к папке. (95(?)/98/ME/NT/2000/XP) |
| Sharing                                         | Аналог параметра NoSharing в Vista и более поздних версиях Windows. Может принимать два значения: 0 — запрещает общий доступ к папке, 1 — открывает общий доступ к папке. (Vista/7(?)) |
| CLSID                                           | Указав CLSID в файле desktop.ini и создав соответствующий ему раздел в реестре, можно оперировать с содержащей его папкой как с типом файлов. Значение CLSID регистрируется в разделе реестра HKEY_CLASSES_ROOT\CLSID. Яркий пример — любая папка (проект), созданная FineReader. (95(?)/98/ME/NT/2000/XP/Vista/7(?)) |
| IconFile                                        | Позволяет заменить стандартный значок папки. В качестве альтернативного значка можно использовать ресурсы (значки) файлов типа *.ico, *.bmp, *.exe, *.dll, или *.icl. Пути к файлам ресурсов могут быть абсолютными и относительными. В последнем случае изменения будут также видны всем пользователям в сети. В путях к файлам со значками также допустимо использовать переменные среды (например, %SystemRoot%). Работает только, если указан номер ресурса (значка) в параметре IconIndex. |
| IconIndex                                       | Порядковый номер значка в файле, причём нумерация начинается с 0, а не 1. Файлы типа .ico или .bmp содержат только один значок, поэтому для них IconIndex всегда равен нулю. Работает только, если указан путь к файлу со значком в параметре IconFile. |
| IconResource                                    | Позволяет заменить стандартный значок папки в Windows Vista и более поздних ОС. Используется вместо IconFile и IconIndex. Например, IconResource=%SystemRoot%\system32\shell32.dll,-238. (Vista/7) |
| InfoTip                                         | Информационная строка-подсказка. Может быть текстовой строкой или строковым идентификатором в модуле ресурса (например, @shell32.dll,-12689) (95(?)/98/ME/NT/2000/XP/Vista(?)/7(?)) |
| HTMLInfoTipFile                                 | Ссылка на гипертекстовый файл (обычно Comment.htt) с информационной строкой-подсказкой. (95(?)/98/ME/2000 SP1 и SP2/XP без SP) |
| LocalizedResourceName                           | Позволяет сменить отображаемое имя папки. В качестве значения указывается имя модуля и индекс ресурса-строки. Начиная с Windows 7 sp1 можно также указать текстовую строку без кавычек. Пример: LocalizedResourceName=@shell32.dll,-21765 или LocalizedResourceName=Документы |
| Секция [LocalizedFileNames]                     | |
| <ИмяФайла>                                      | Позволяет управлять отображаемыми именами файлов данном каталоге. В качестве имени параметра используется физическое (реальное) имя файла, а в качестве значения — строка, используемая как отображаемое имя. Также можно указать модуль и индекс ресурса. Пример: notes.txt="Заметки" |
| Секция [ExtShellFolderViews]                    | |
| Default                                         | Единственный параметр секции. Позволяет изменить представление папки. Может принимать следующие значения: - {8BEBB290-52D0-11d0-B7F4-00C04FD706EC} — представляет содержимое папки в виде эскизов изображений; - {65F125E5-7BE1-4810-BA9D-D271C8432CE3} — представляет содержимое папки как веб-страницу (при помощи файла *.htt). - {BE098140-A513-11D0-A3A4-00C04FD706EC} — позволяет задать цвет подписи значков, фоновый рисунок, фоновый цвет. - {0057D0E0-3573-11CF-AE69-08002B2E1262} - {0E1FA5E0-3573-11CF-AE69-08002B2E1262} - {137E7700-3573-11CF-AE69-08002B2E1262} Большинство этих параметров не поддерживают Windows XP SP1, Windows 2000 SP3 и более поздние ОС. |
| Секция [{BE098140-A513-11D0-A3A4-00C04FD706EC}] | |
| Attributes                                      | |
| IconArea_Image                                  | Путь к фоновому рисунку. |
| IconArea_Text                                   | Цвет текста названий файлов и папок в шестнадцатеричном формате. |
| IconArea_TextBackground                         | Цвет фона текста файлов и папок в шестнадцатеричном формате. Игнорируется в Windows XP, если указан параметр IconArea_Image, но работает, в Windows 2000, ME (действует только для списка имён файлов, остальные колонки не меняют фона текста). |
| Секция [{65F125E5-7BE1-4810-BA9D-D271C8432CE3}] | |
| PersistMoniker                                  | Путь к гипертекстовому шаблону папки (.htt). Игнорируется, например, в Windows XP (SP2-SP3). |
| PersistMonikerPreview                           | Путь к рисунку папки, который отображается в режиме Эскизы. Игнорируется, например, в Windows XP (SP2-SP3). Однако, Windows XP тот же эффект будет, если поместить в папку рисунок с именем folder.bmp (расширение может быть любым .bmp, .jpg или др.). |
| Секция [DeleteOnCopy]                           | |
| Owner                                           | Владелец папки. Для открытия папки потребуется логин и пароль её владельца. |
| Personalized                                    | Назначение данного параметра остаётся загадкой. |
| PersonalizedName                                | Название папки. Для примера, без файла desktop.ini папка «Мои документы» будет называться «Documents» (настоящим именем в файловой системе). |

## Примеры
Пример содержимого файла desktop.ini:
```
[.ShellClassInfo]

IconFile
=
install.ico

; install.ico - файл значка

IconIndex
=
0

; 0 - индекс значка, 0 - если файл содержит только 1 значок

InfoTip
 
=
 
"Описание папки"

[{BE098140-A513-11D0-A3A4-00C04FD706EC}]

;Лучше создать папку для размещения объектов и поставить атрибут скрытый

IconArea_Image
=
bkground.jpg

; bkground.jpg - фоновый рисунок

IconArea_Text
=
20123

; 20123 - цвет текста

[ExtShellFolderViews]

{BE098140-A513-11D0-A3A4-00C04FD706EC}
=
{BE098140-A513-11D0-A3A4-00C04FD706EC}

[{BE098140-A513-11D0-A3A4-00C04FD706EC}]

{5984FFE0-28D4-11CF-AE66-08002B2E1262}
=
{5984FFE0-28D4-11CF-AE66-08002B2E1262}

```

При этом папка, в которой находится desktop.ini, должна иметь атрибут только чтение (команда attrib +r «имя папки») или системный (attrib +s «имя папки»); только тогда в ней корректно будут отображаться все настройки.

## Комментарии
1. ↑  Для кодировки ANSI (кириллица) используется секция [DeleteOnCopy.A], а для ОЕМ (DOS) — [DeleteOnCopy.W].